# Anderstorp Raceway
Le circuit de Scandinavie (Anderstorp Raceway) est un circuit automobile de 4,025 km à Anderstorp, en Suède, près de Jönköping.
Le circuit a été construit dans des marais en 1968 et est devenu un rendez-vous incontournable dans les années 1970, tandis que le suédois Ronnie Peterson était à l'apogée de sa carrière. Il dispose d'une longue ligne droite (appelée Flight Straight, qui fut aussi utilisée comme piste d'atterrissage), ainsi que de plusieurs courbes inclinées, nécessitant certains compromis du point de vue mécanique.
Le circuit a accueilli six fois la Formule 1 à l'occasion du Grand Prix automobile de Suède dans les années 1970.
Le championnat FIA GT s'est rendu sur ce tracé en 2002 et 2003.
Une course du World Touring Car Championship (WTCC) s'est tenue à Anderstorp en 2007, en remplacement du Grand Prix d'Istanbul. Toutefois, elle a été remplacée l'année suivante sur le calendrier par une course à Imola.

## Historique en Formule 1
| Année | Pilote          | Constructeur       | Événement           | Résumé |
| ----- | --------------- | ------------------ | ------------------- | ------ |
| 1973  | Denny Hulme     | McLaren-Ford       | Grand Prix de Suède | Résumé |
| 1974  | Jody Scheckter  | Tyrrell-Ford       | Grand Prix de Suède | Résumé |
| 1975  | Niki Lauda      | Ferrari            | Grand Prix de Suède | Résumé |
| 1976  | Jody Scheckter  | Tyrrell-Ford       | Grand Prix de Suède | Résumé |
| 1977  | Jacques Laffite | Ligier-Matra       | Grand Prix de Suède | Résumé |
| 1978  | Niki Lauda      | Brabham-Alfa Romeo | Grand Prix de Suède | Résumé |

## Jeux vidéo
- 3D Grand Prix
- GTR2
- STCC The Game
- RaceRoom Racing Experience